# Randy Shughart
Randall "Randy" David Shughart (Lincoln Nebraska, 13 de agosto de 1958 - Mogadiscio, Somalia, 3 de octubre de 1993) fue un sargento de primera clase del Ejército de los Estados Unidos que recibió la Medalla de Honor a título póstumo. En el momento de su muerte, era un suboficial en el Ejército de los Estados Unidos de la unidad de operaciones especiales 1.er Destacamento Operativo de Fuerzas Especiales-Delta (1SFOD-D), o Fuerza Delta. Junto con el Sargento Gary Gordon, fue galardonado con la Medalla de Honor de las acciones realizadas durante la Batalla de Mogadiscio en octubre de 1993.

## Primeros años y formación militar
Randall Shughart nació el 13 de agosto de 1958 en Lincoln, Nebraska, en el seno de una familia de tradición militar: su padre Herbert Shughart era un oficial de la Fuerza Aérea de los Estados Unidos asignado a un destacamento ubicado en las cercanías de la ciudad. Después de que Herbert Shughart dejara la Fuerza Aérea, la familia se mudó a Newville, Pensilvania, donde mantuvieron una granja de vacas lecheras.
Randall se unió al Ejército de los Estados Unidos, mientras aún se encontraba cursando la educación secundaria en el instituto Big Spring, en Newville, e ingresó en la academia militar poco después de graduarse en el instituto.
Shughart recibió el entrenamiento básico y después completó con éxito el entrenamiento individual avanzado, y el entrenamiento básico de paracaídismo militar en la Escuela Aerotransportada. Shughart fue asignado al segundo batallón del 75.º Regimiento Ranger, basado en Fort Lewis, Washington D. C.
Shughart completó un curso sobre pequeñas unidades tácticas Ranger, y consiguió una plaza en la Escuela Ranger, un curso de 61 días de duración, destinado a instruir en tácticas de combate de pequeñas unidades de infantería en entornos tales como; bosque, montaña y pantano. 
Shughart se alistó de nuevo en los Rangers, fue asignado a la Fuerza Delta y transferido a la base militar de Fuerte Liberty, ubicada en Carolina del Norte.

## Contexto histórico
Las Naciones Unidas intervinieron en la guerra civil de Somalia entre 1992 y 1995.  En junio de 1993, las fuerzas internacionales fueron atacadas en una emboscada, dejando un saldo de 24 soldados pakistaníes muertos. A raíz de este incidente y en un afán de detener a los responsables del ataque, las fuerzas armadas de Estados Unidos desplegaron la llamada Task Force Ranger, bajo el comando del Mayor General William F. Garrison, consistente en:
- Compañía B (Bravo), del Tercer Batallón de Rangers, del 75.º Regimiento Ranger.
- Escuadrón C del Primer Destacamento Operacional de Fuerzas Especiales Delta (Fuerza Delta).
- 16 helicópteros y personal del 160.º Regimiento de Aviación de Operaciones Especiales Aerotransportado, incluyendo helicópteros Sikorsky UH-60 Black Hawk y MH-6 Little Bird.
- SEAL del Sexto Equipo SEAL (DEVGRU).
- Pararrescatadores de la Fuerza Aérea de los Estados Unidos y  Controladores de Combate de las Fuerzas Aéreas de los Estados Unidos del  24° Escuadrón de Tácticas Especiales.

## Batalla de Mogadiscio
El 3 de octubre de 1993, las fuerzas de las Naciones Unidas realizaron un operativo destinado a capturar a dos líderes del clan de Mohamed Farrah Aidid, principal señor de la guerra somalí y autoproclamado presidente.
Shughart era parte del equipo de francotiradores de la Fuerza Delta junto con el sargento de primera clase Brad Hallings y el  sargento maestre Gary Gordon, quien era el líder de la unidad.
Durante la operación, Súper Seis-Uno, uno de los helicópteros UH-60 Black Hawk que estaba destinado a la inserción y apoyo aéreo para el equipo de asalto, fue derribado y se estrelló en la ciudad. El equipo de búsqueda y salvamento de combate fue enviado a asegurar el área.
Poco después otro helicóptero, el Súper Seis-Cuatro, fue derribado también. Los Rangers que se encontraban en tierra no fueron capaces de ayudar a la tripulación del segundo helicóptero derribado, ya que estaban combatiendo la milicia de Aidid mientras trataban de avanzar hacia el primer helicóptero.
Shughart, Hallings y Gordon, que estaban ofreciendo cobertura de francotiradores desde el aire, solicitaron permiso para descender y proteger el segundo helicóptero, donde se encontraban cuatro soldados gravemente heridos.
Como líder del equipo de francotiradores, Gordon hizo una petición formal de inserción. Los comandantes de la misión se negaron, aduciendo que la situación ya era demasiada peligrosa como para que solo tres francotiradores pudieran proteger exitosamente a la tripulación del Black Hawk e indicaron que siguieran dando apoyo desde el aire. Gordon, sin embargo, concluyó que no había posibilidad de que la tripulación del helicóptero pudiera sobrevivir por su cuenta, y reiteró la solicitud hasta que, finalmente, recibió el permiso.
Antes de que pudieran ser introducidos, un jefe de tripulación en el Black Hawk resultó herido y Hallings tuvo que tomar su lugar en la minigun, dejando solo a Shugart y Gordon para ser enviados en la defensa de la tripulación del Súper Seis-Cuatro.
Una vez en el suelo, los francotiradores, armados solo con armas cortas y armas personales, tuvieron que luchar para llegar a la ubicación del helicóptero. Cuando llegaron a él, Gordon y Shughart sacaron al piloto, Mike Durant, y los otros miembros de la tripulación del helicóptero, y establecieron posiciones defensivas alrededor del sitio del accidente.
A pesar de las fuertes bajas sufridas por los somalíes, Gordon y Shughart fueron superados e incapaces de resistir el ataque una vez que sus municiones se agotaron. Se cree que Gordon fue el primero en resultar mortalmente herido. Shughart caería poco después. La turba invadió entonces el área, donde encontró y capturó a Durant.
Existen discrepancias acerca de cual de los dos francotiradores murió primero. El registro oficial indica que cayó primero Shughart, pero Mark Bowden, autor del libro Black Hawk Down: A Story of Modern War, la obra más vendida que trata acerca de los incidentes de octubre de 1993, habla acerca de un relato hecho por el sargento Paul Howe, otro miembro del equipo Delta que participó en la batalla. Howe dice que escuchó a Shughart pedir ayuda por la radio y que el arma que se entregó a Durant no era el distintivo M14 utilizado por Shughart. Durant ya estaba armado con su H&K MP5, arma típica usada por los pilotos, que se le había atascado varias veces. Durant tenía también un arma que nunca utilizó. Además, Howe dice que Gordon nunca habría dado su propia arma a otro soldado mientras aún pudiera pelear.

## Reconocimientos

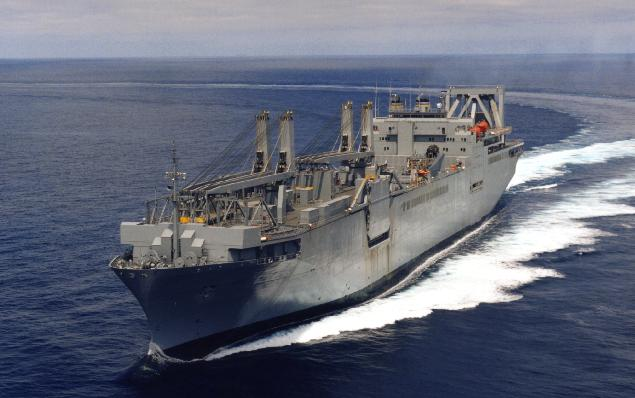
El navío de transporte USNS Shughart (T-AKR 295) bautizado en honor de Randy Shughart

El 23 de mayo de 1994, Shughart y Gordon fueron condecorados póstumamente con la Medalla de Honor, en reconocimiento a las acciones y sacrificios que hicieron para proteger la vida de Durant y de la tripulación del Súper Seis-Cuatro. Fueron los únicos soldados entre los participantes de la Operación Gothic Serpent en recibir este reconocimiento y los primeros desde la Guerra de Vietnam.
La Armada de los Estados Unidos bautizó como USNS Shughart a un navío de transporte durante una ceremonia realizada en el National Steel and Shipbuilding Company, en San Diego, California. El principal orador del evento fue el senador de Nebraska, Bob Kerrey, y la viuda, Stephanie Shughart, fue la madrina de la nave.